# Patrocini Ramon i Gómez
Patrocini Ramon i Gómez, conegut com a Patro, (Xèrica, 20 de gener de 1922 - Sabadell, 11 de gener de 2000) fou un futbolista valencià de la dècada de 1940 i posteriorment entrenador.

## Trajectòria
La seva posició al camp era a l'extrem dret, tot i que també jugà d'extrem esquerre. Amb només 4 anys es traslladà a Mallorca on, més tard començà a practicar el futbol al Mediterráneo CF. Començà a destacar a l'Athletic de Palma, club que acabà esdevenint Atlètic Balears. La seva trajectòria va estar vinculada principalment al Centre d'Esports Sabadell, club on arribà la temporada 1942-43. Romangué al club durant més de deu temporades, fins a la 1953-54, exceptuant es seu breu fitxatge pel RCD Espanyol el novembre de 1944. En total disputà més de cent partits amb el Sabadell entre primera i segona divisió, mentre que amb l'Espanyol jugà només dos partits. També jugà breument a l'EC Granollers i al Reus Deportiu, probablement cedit per l'Espanyol. Acabà la seva carrera al CE Mercantil de Sabadell.
L'any 1954 fou objecte d'un homenatge pel Centre d'Esports Sabadell.
Com a entrenador dirigí, entre altres equips, el CE Mercantil, el CE Sabadell (a segona divisió), el CF Badalona, l'EC Granollers, la UE Sant Andreu, al qual ascendí a segona divisió la temporada 1968-69 o la UDA Gramenet.